# Kaszyrskoje (obwód woroneski)
Kaszyrskoje (ros. Каширское) – wieś (sieło) w Rosji, w obwodzie woroneskim, ośrodek administracyjny rejonu kaszyrskiego. W 2010 liczyła 4342 mieszkańców.